# Turi Vasile
Turi Vasile, all'anagrafe Salvatore Vasile (Messina, 22 marzo 1922 – Roma, 1º settembre 2009), è stato un produttore cinematografico, regista, sceneggiatore e scrittore italiano.

## Biografia
Si laurea in Lettere, poi si dedica al teatro, sia come regista, sia come autore di numerose commedie: da La procura (1941), a Arsura, Orfano, L'acqua, I fiori non si tagliano, I cugini stranieri, Anni perduti, Le notti dell'anima e La cruna dell'ago.
Fin dagli anni quaranta è stato attivo anche nel cinema: a vent'anni è già assistente di Augusto Genina (Bengasi), in seguito si segnala come sceneggiatore e, soprattutto, come produttore, fondando due case di produzione, la Ultra Film e la Laser Film.
In tempi più recenti, ha scritto per il teatro: Una famiglia patriarcale, Quiz (messo in scena con la regia di Andrea Camilleri), La confusione e Lia rispondi. 
In radio dal 12 luglio al 27 agosto 1976 fu al microfono del nuovo programma "Un altro giorno" divagazioni di primo mattino con Turi Vasile (che sostitui lo storico "Il mattiniere" in onda dal 3 maggio 1970) su Radiodue tutti i giorni dal lunedì al venerdì dalle 6 alle 8,30 con aneddoti, interviste, e tanta musica.
Nel 1992 ha iniziato a dedicarsi alla narrativa, soprattutto di genere memorialistico, coltivando uno stile al tempo stesso sensibile e sanguigno: ha pubblicato, per Sellerio Editore, Paura del vento e altri racconti (1987), Un villano a Cinecittà (1993), L'ultima sigaretta (1996), Male non fare (1997), Il ponte sullo stretto (1999) e La valigia di fibra (2002).
È stato presidente dell'INDA (Istituto Nazionale del Dramma Antico), nonché critico letterario e collaboratore de il Giornale.

## Omaggio
Nel 2016 viene realizzato un docufilm  Verso casa - Omaggio a Turi Vasile diretto da Fabrizio Sergi.

## Opere
- Paura del vento e altri racconti (Sellerio, 1987)
- Un villano a Cinecittà (Sellerio, 1993)
- L'ultima sigaretta (Sellerio, 1996)
- Male non fare (Sellerio, 1997)
- Il ponte sullo stretto (Sellerio, 1999)
- La valigia di fibra (Sellerio, 2002)
- Morgana (Avagliano Editore, 2007)
- Silvana (Avagliano editore, 2008)
- L'ombra (Hacca, 2009)

## Premi
- Premio dell'Istituto del Dramma Italiano (IDI), per Lia, rispondi
- Premio Mediterraneo
- Premio Europeo della Cultura
- Premio Flaiano sezione teatro miglior autore per Una famiglia patriarcale[6]
- Premio Diego Fabbri, per Un villano a Cinecittà
- Premio Nazionale per il tascabile, per L'ultima sigaretta
- Premio Elio Vittorini per Male non fare[7]

## Filmografia parziale

### Sceneggiatore
Lavora per Luigi Zampa - per il quale firma, con altri, la sceneggiatura di Processo alla città (1952) e con Michelangelo Antonioni.
È co-sceneggiatore de La passeggiata. unica regia di Rascel, (1953)

### Regista
- Sulle strade di notte coregia con Luigi Di Gianni (1956) - film TV
- Classe di ferro (1957)
- I colpevoli (1957)
- Promesse di marinaio (1958)
- Gambe d'oro (1958)
- Roulotte e roulette (1959)
- Le signore (1960)

### Produttore
- Ho scelto l'amore, regia di Mario Zampi (1952)
- I vinti, regia di Michelangelo Antonioni (1953)
- Sedotta e abbandonata regia di Pietro Germi (1964)
- Io la conoscevo bene, regia di Antonio Pietrangeli (1965)
- Meglio vedova, regia di Duccio Tessari (1968)
- I bastardi, regia di Duccio Tessari (1968)
- Anonimo veneziano regia di Enrico Maria Salerno (1970)
- I tulipani di Harlem, regia di Franco Brusati (1970)
- Roma, regia di Federico Fellini (1972)
- Pianeta Venere, regia di Elda Tattoli (1972)
- Pane e cioccolata, regia di Franco Brusati (1973)
- Il giorno del Cobra, regia di Enzo G. Castellari (1980)

Per la Rai ha prodotto la miniserie La donna del treno di Carlo Lizzani, e per Mediaset le serie di Classe di ferro e Quelli della speciale.

## Prosa radiofonica Eiar
- Don Brasi Cocuzza, radiocommedia di Turi Vasile, regia di Nino Meloni, trasmessa il 2 dicembre 1941
- Assurdo, commedia di Siro Angeli, regia di Turi Vasile, trasmessa il 8 maggio 1943

## Prosa radiofonica Rai
- La fuga di Angelica, radiodramma di Turi Vasile, regia di Guglielmo Morandi, trasmessa il 24 luglio 1952